# Analýza geometrické fáze

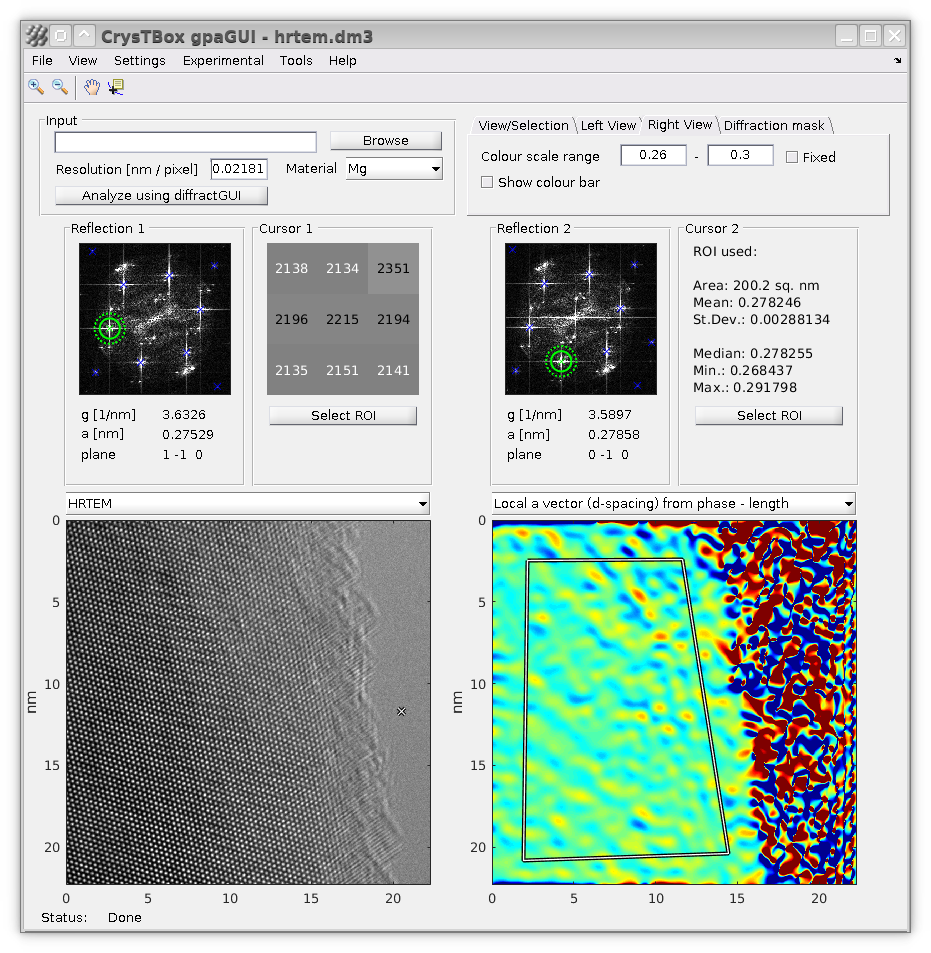
Analýza geometrické fáze v nástroji CrysTBox gpaGUI zachycující vstupní snímek (vlevo dole) a mapu mezirovinných vzdáleností (vpravo dole)

Analýza geometrické fáze (angl. Geometric phase analysis, GPA) je metoda Zpracování signálu používaná v krystalografii k charakterizaci krystalové mřížky. Na základě snímků s vysokým rozlišením z transmisního elektronového mikroskopu umožňuje vyčíslit mezirovinné vzdálenosti nebo deformační tenzor.  K provedení této analýzy je nutné využití počítačovéch nástrojů.

## Princip
V rámci analýzy geometrické fáze není daná veličina zkoumána v jednom konkrétním bodě vstupního snímku, ale je vypočtena ve všech bodech snímku najednou. Jejím výstupem jsou tedy dvourozměrné mapy umožňující vyčíslit v celé ploše vstupního snímku průběh mezirovinných vzdáleností, jednotlivých složek deformačního tenzoru nebo výchylky.
Protože analýza probíhá ve frekvenční oblasti, musí být nejprve vstupní snímek krystalové mřížky převeden Fourierovou transformací do frekvenční reprezentace. Z matematického hlediska je frekvenční snímek komplexní maticí o rozměrech snímku vstupního. Z krystalografického hlediska může být vnímán jako umělý difraktogram či reciproký snímek, protože zachycuje reciprokou mřížku. Podobně jako v běžném difraktogramu odpovídají v této reprezentaci intenzitní špičky (či vzhledem ke komplexnímu oboru přesněji výkonové špičky) krystalografickým rovinám zachyceným ve vstupním snímku.
Z frekvenčního snímku lze vzhledem k jeho komplexnímu oboru vypočíst amplitudu a geometrickou fázi. Se znalostí jednoho vektoru odpovídajícího krystalografické rovině zachycené ve vstupním snímku lze díky nim vypočítat mapu mezirovinné vzdálenosti dané krystalografické roviny. Jsou-li známy dva vektory dvou různoběžných rovin, je možné vypočítat mapy jednotlivých složek deformačního tenzoru a vektoru výchylky.

## Software
K provedení analýzy geometrické fáze je zapotřebí počítačových nástrojů. Prvním důvodem jsou již netriviální převody snímků mezi prostorovou a frekvenční oblastí. Dalším důvodem je ale citlivost metody na přesnost určení vektoru odpovídajícího zkoumané krystalografické rovině. Významným faktorem pro přesnost a opakovatelnost výsledné analýzy je tedy spolehlivý, nejlépe automatizovaný nástroj pro vyhodnocení frekvenčního obrazu.
Potřebné funkcionality nabízí např. sada krystalografických nástrojů CrysTBox. Kromě interaktivní implementace analýzy geometrické fáze v nástroji  gpaGUI umožňuje i zpracování frekvenčního obrazu pomocí nástroje  diffractGUI. Ten je schopen určit polohu intenzitních špiček s podpixelovou přesností.

Vstupní snímek s vysokým rozlišením zpracovaný pomocí analýzy geometrické fáze
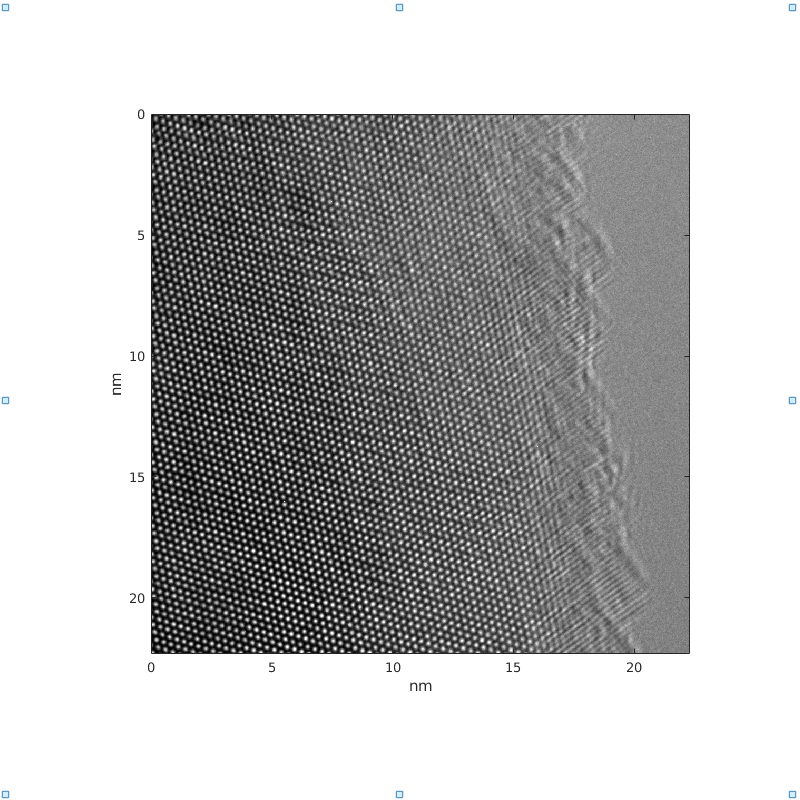
Vstupní snímek (hořčík)
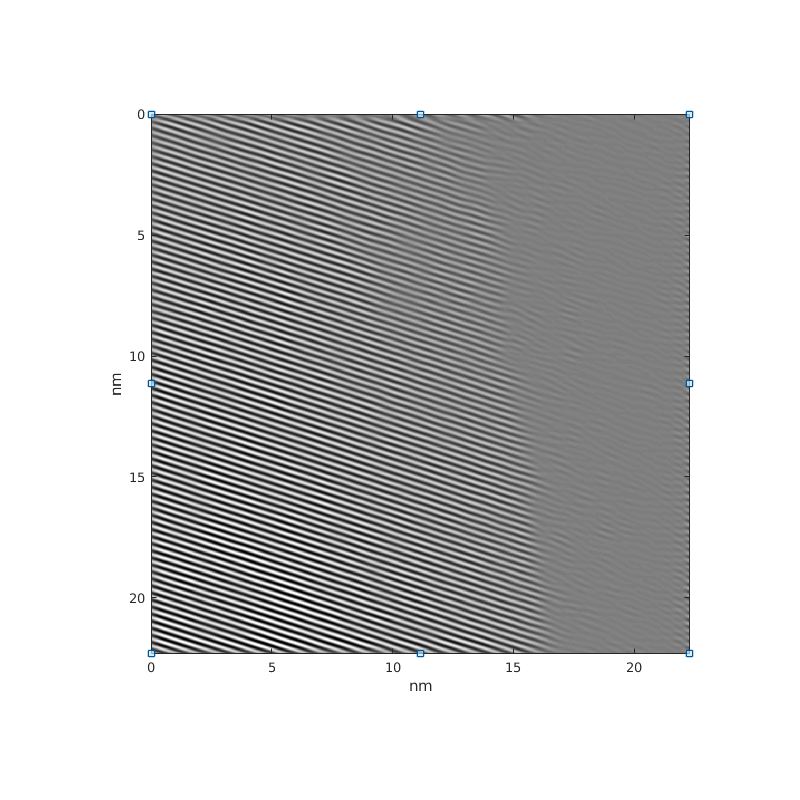
Filtrovaný snímek zachycující rovinu (0 1 0)
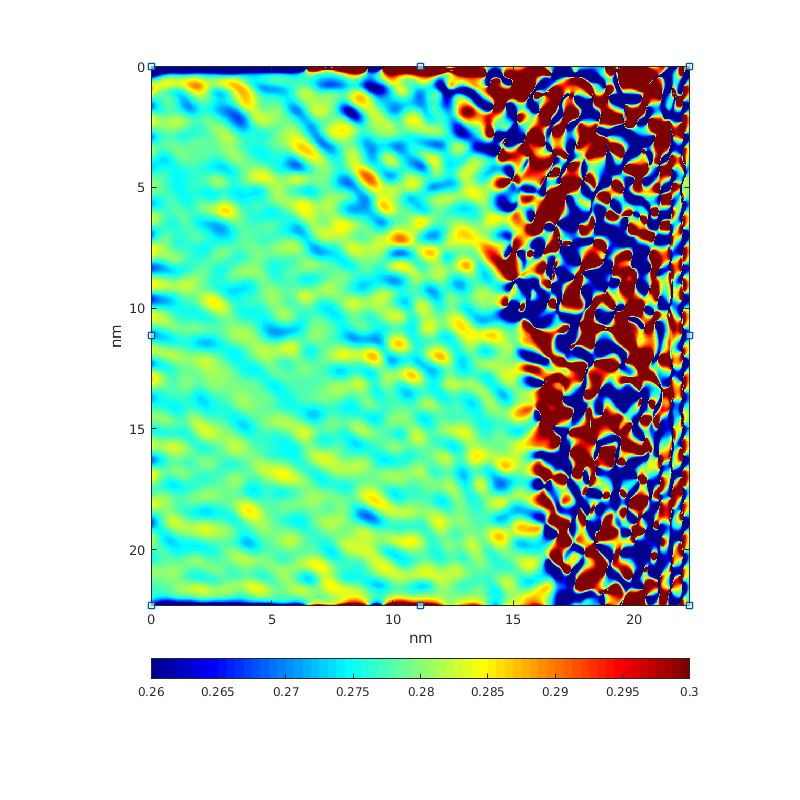
Mapa mezirovinné vzdálenosti roviny (0 1 0)
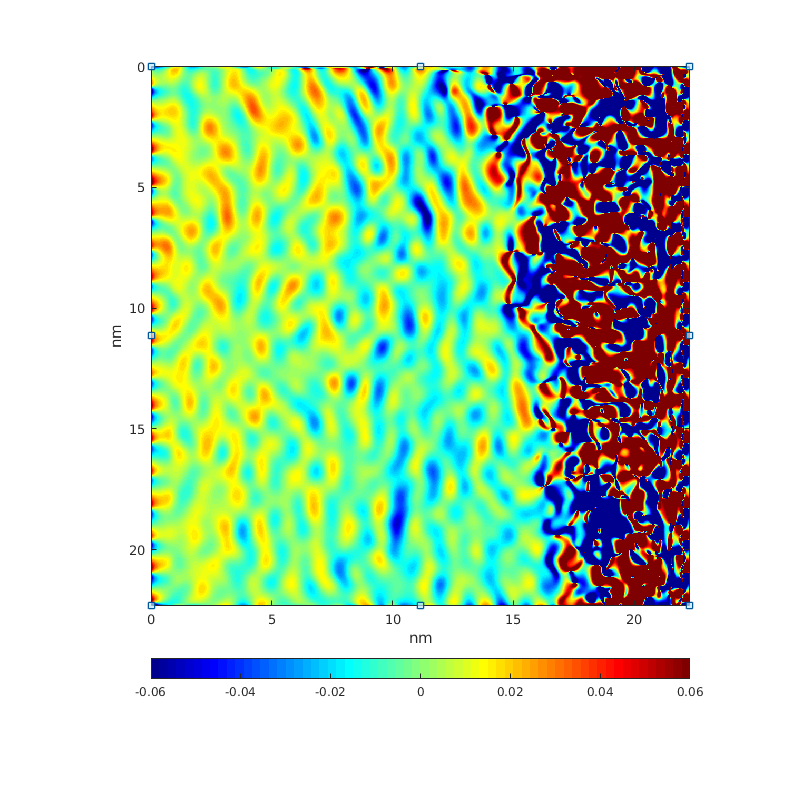
Mapa složky XX deformačního tenzoru
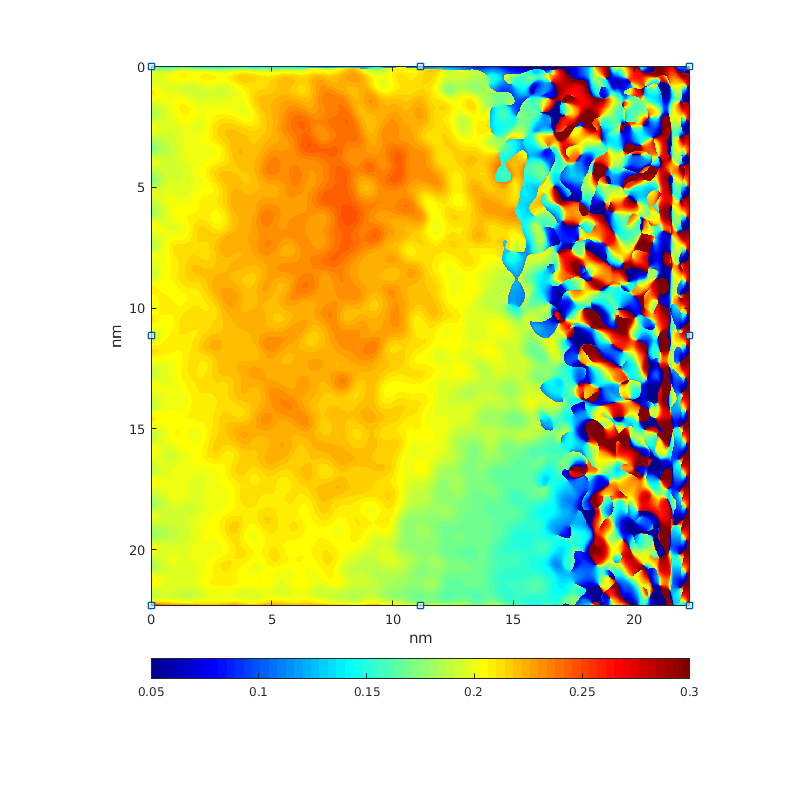
Mapa X-ové složky vektoru výchylky atomárních sloupců